# Волујак
Волујак је планина у граничном подручју Републике Српске, БиХ и Црне Горе. Југозападни је део планинског масива Маглић-Волујак-Биоч, између река Сутјеске, Дрине, Пиве и Врбнице.
Волујак се пружа смером Северозапад-југоисток, а од Маглића га одваја поток Суха на северу. Највиши врхови на Волујку су Велика Власуља 2.337 m, Широка Точила, 2.297 m, Студенац 2.294 m и Превија 2.273 m. 
На планини има много трагова глацијације. На висини од 1.660 m налази се Волујачко језеро ледничког порекла.
До висине од 1.600 m  Волујак је под буковом и четинарском шумом. Изнад те висине су травњаци. Подножјем планине иде пут Фоча-Гацко.